# Bumetopia albovittata
Bumetopia albovittata là một loài bọ cánh cứng trong họ Cerambycidae.